# Soume’e Sara
Sume Sara (pers. ‏صومعه سرا‎) – miasto w Iranie, w ostanie Gilan. W 2016 roku liczyło 47 083 mieszkańców.